# ヌウ (サモア)
ヌウ (Nu'u) は、サモアのサバイイ島にある村。島の南岸に位置し、パラウリ行政区に属する。サモア語においてヌウ (nu'u) は、「村」「人が属する場所」を意味する。